# Joseph Charlier
Joseph Charlier (* 20. Juni 1816 in Brüssel; † 6. Dezember 1896 ebenda) war ein belgischer Jurist, Schriftsteller, Buchhalter und Kaufmann. 
Charlier wurde von Charles Fourier beeinflusst.
Charlier war im 19. Jahrhundert einer der ersten Verfechter des sogenannten „bedingungslosen Grundeinkommens“. Er wird in einigen Werken des belgischen Sozialismus und Liberalismus erwähnt. Charlier vertrat die Ansicht, dass jeder Bürger ursprünglich Miteigentümer des Staatsgebietes des jeweiligen Staates sei. Von staatlichen Stellen sei ihm daher ein Betrag zu zahlen, der dem Bodenertrag seines Anteiles entspreche. Seine 1848 verfasste Schrift „Solution du problème …“ wird auch in der einschlägigen Forschung des 21. Jahrhunderts noch rezipiert.

## Werke
- Solution du problème social ou constitution humanitaire (1848) Online[2]
- Catéchisme populaire, philosophique, politique et social (1871)[4]
- La Question sociale résolue, précédée du testament philosophique d'un penseur (1894)[5]
- L’anarchie désarmée par l’équité: Corollaire à la question sociale résolue (1894)[6]